# Volta à Flandres de 2017
A 101.ª edição da clássica ciclista Volta à Flandres (nome oficial em neerlandês e francês: Ronde van Vlaanderen / Tour des Flandres), celebrou-se na Bélgica a 2 de abril de 2017 sobre um percurso de 260 km.
A carreira fez parte do UCI WorldTour de 2017, calendário ciclístico de máximo nível mundial, sendo a décimo terceira carreira de dito circuito.
A carreira foi vencida pelo corredor belga Philippe Gilbert da equipa Quick-Step Floors, em segundo lugar Greg Van Avermaet (BMC Racing) e em terceiro lugar Niki Terpstra (Quick-Step Floors).

## Percorrido
O Tour de Flandres dispôs de um percurso total de 260 quilómetros com 18 cotas e 5 trechos de pavé, no entanto, mantendo o seu mesmo percurso, esta carreira faz parte do calendário de clássicas de pavé.
| Muros  | Muros            | Muros | Muros   | Muros           | Muros              | Muros               |
| Número | Nome             | Km    | Tipo    | Comprimento (m) | Pendente média (%) | Pendente máxima (%) |
| ------ | ---------------- | ----- | ------- | --------------- | ------------------ | ------------------- |
| 1      | Oude Kwaremont   | 115   | pavé    | 2200            | 4%                 | 11,6%               |
| 2      | Kortekeer        | 125,5 | asfalto | 1000            | 6.4%               | 17.1%               |
| 3      | Eikenberg        | 133,2 | pavé    | 1200            | 5.2%               | 10%                 |
| 4      | Wolvenberg       | 136,3 | asfalto | 645             | 7.9%               | 17.3%               |
| 5      | Leberg           | 145,1 | asfalto | 950             | 4.2%               | 13,8%               |
| 6      | Berendries       | 149,2 | asfalto | 940             | 7%                 | 12.3%               |
| 7      | Tenbosse         | 154,2 | asfalto | 450             | 6.9%               | 8.7%                |
| 8      | Kapelmuur        | 164,5 | pavé    | 750             | 9%                 | 20%                 |
| 9      | Pottelberg       | 183,2 | asfalto | 1353            | 6,5%               | 7%                  |
| 10     | Kanarieberg      | 189   | asfalto | 1000            | 7.7%               | 14%                 |
| 11     | Oude Kwaremont   | 204,9 | pavé    | 2200            | 4.2%               | 11%                 |
| 12     | Paterberg        | 208,3 | pavé    | 360             | 9,4%               | 22%                 |
| 13     | Koppenberg       | 214,9 | pavé    | 700             | 5.3%               | 11.2%               |
| 14     | Steenbeekdries   | 220,3 | pavé    | 700             | 5.3%               | 18%                 |
| 15     | Taaienberg       | 222,8 | pavé    | 530             | 6.6%               | 15.8%               |
| 16     | Kruisberg-Hotond | 233   | pavé    | 2500            | 5%                 | 9%                  |
| 17     | Oude Kwaremont   | 242,8 | pavé    | 2200            | 4.2%               | 11%                 |
| 18     | Paterberg        | 246,3 | pavé    | 400             | 12.5%              | 20%                 |

| 1 | Lippenhovestraat | 83,8  | 1300 |
| 2 | Paddestraat      | 85,3  | 2300 |
| 3 | Holleweg         | 136,4 | 350  |
| 4 | Haaghoek         | 142,1 | 2000 |
| 5 | Mariaborrestraat | 219   | 2400 |

## Equipas participantes
Tomaram parte na carreira 25 equipas: 18 de categoria UCI WorldTour de 2017 convidados pela organização; 7 de categoria Profissional Continental, formando assim um pelotão de 198 ciclistas dos que acabaram 121. As equipas participantes foram:
| Equipes WorldTeam (18)- Bora-Hansgrohe - Quick-Step Floors - Lotto-Soudal - BMC Racing Team - Cannondale-Drapac - Trek-Segafredo - Orica-Scott - AG2R La Mondiale - Katusha-Alpecin - Astana - Sky - Dimension Data - Movistar Team - Bahrain-Merida - Lotto NL-Jumbo - FDJ - Team Sunweb - UAE Team Emirates Equipes profissionais Continentais (7)- Sport Vlaanderen-Baloise - Wanty-Groupe Gobert - Verandas Willems-Crelan - Direct Énergie - Cofidis, Solutions Crédits - Roompot-Nederlandse Loterij - Wilier Triestina-Selle Italia |
| |

## Classificações finais
- As classificações finalizaram da seguinte forma:[6]

### Classificação geral
| \| Classificação geral \| Classificação geral \| Classificação geral \| Classificação geral \| Classificação geral \| \| Ciclista \| Ciclista \| Equipe \| Tempo \| \| \| ------------------- \| ------------------- \| ----------------------------- \| ------------------- \| ------------------- \| \| 1. \| Philippe Gilbert \| Quick-Step Floors \| 6h23m45s \| \| \| 2. \| Greg Van Avermaet \| BMC Racing Team \| + 29s \| \| \| 3. \| Niki Terpstra \| Quick-Step Floors \| + 29s \| \| \| 4. \| Dylan van Baarle \| Cannondale-Drapac \| + 29s \| \| \| 5. \| Alexander Kristoff \| Katusha-Alpecin \| + 53s \| \| \| 6. \| Sacha Modolo \| UAE Team Emirates \| + 53s \| \| \| 7. \| John Degenkolb \| Trek-Segafredo \| + 53s \| \| \| 8. \| Filippo Pozzato \| Wilier Triestina-Selle Italia \| + 53s \| \| \| 9. \| Sylvain Chavanel \| Direct Énergie \| + 53s \| \| \| 10. \| Sonny Colbrelli \| Bahrain-Merida \| + 53s \| \| \| 11. \| Michael Valgren \| Astana \| + 53s \| \| \| 12. \| Luke Durbridge \| Orica-Scott \| + 53s \| \| \| 13. \| Matteo Trentin \| Quick-Step Floors \| + 53s \| \| \| 14. \| Yoann Offredo \| Wanty-Groupe Gobert \| + 53s \| \| \| 15. \| Gianni Moscon \| Team Sky \| + 53s \| \| \| 16. \| Scott Thwaites \| Dimension Data \| + 53s \| \| \| 17. \| Tony Gallopin \| Lotto-Soudal \| + 53s \| \| \| 18. \| Nelson Oliveira \| Movistar Team \| + 53s \| \| \| 19. \| Fabio Felline \| Trek-Segafredo \| + 1m01s \| \| \| 20. \| André Greipel \| Lotto-Soudal \| + 2m29s \| \| |                    |                               |          |
| |                    |                               |          |
| Fonte: ProCyclingStats |                    |                               |          |
| Classificação geral |                    |                               |          |
| Ciclista | Ciclista           | Equipe                        | Tempo    |
| 1. | Philippe Gilbert   | Quick-Step Floors             | 6h23m45s |
| 2. | Greg Van Avermaet  | BMC Racing Team               | + 29s    |
| 3. | Niki Terpstra      | Quick-Step Floors             | + 29s    |
| 4. | Dylan van Baarle   | Cannondale-Drapac             | + 29s    |
| 5. | Alexander Kristoff | Katusha-Alpecin               | + 53s    |
| 6. | Sacha Modolo       | UAE Team Emirates             | + 53s    |
| 7. | John Degenkolb     | Trek-Segafredo                | + 53s    |
| 8. | Filippo Pozzato    | Wilier Triestina-Selle Italia | + 53s    |
| 9. | Sylvain Chavanel   | Direct Énergie                | + 53s    |
| 10. | Sonny Colbrelli    | Bahrain-Merida                | + 53s    |
| 11. | Michael Valgren    | Astana                        | + 53s    |
| 12. | Luke Durbridge     | Orica-Scott                   | + 53s    |
| 13. | Matteo Trentin     | Quick-Step Floors             | + 53s    |
| 14. | Yoann Offredo      | Wanty-Groupe Gobert           | + 53s    |
| 15. | Gianni Moscon      | Team Sky                      | + 53s    |
| 16. | Scott Thwaites     | Dimension Data                | + 53s    |
| 17. | Tony Gallopin      | Lotto-Soudal                  | + 53s    |
| 18. | Nelson Oliveira    | Movistar Team                 | + 53s    |
| 19. | Fabio Felline      | Trek-Segafredo                | + 1m01s  |
| 20. | André Greipel      | Lotto-Soudal                  | + 2m29s  |

## UCI World Ranking
O Tour de Flandres outorga pontos para o UCI WorldTour de 2017 e o UCI World Ranking, este último para corredores das equipas nas categorias UCI ProTeam, Profissional Continental e Equipas Continentais. A seguinte tabela indica o barómetro de pontuação e os corredores que obtiveram pontos:
| Posição   | 1.º | 2.º | 3.º | 4.º | 5.º | 6.º | 7.º | 8.º | 9.º | 10.º |
| Pontuação | 500 | 400 | 325 | 275 | 225 | 175 | 150 | 125 | 100 | 85   |

| 1.º  | Philippe Gilbert   | Quick-Step Floors   | 500 |
| 2.º  | Greg Van Avermaet  | BMC Racing          | 400 |
| 3.º  | Niki Terpstra      | Quick-Step Floors   | 325 |
| 4.º  | Dylan van Baarle   | Cannondale-Drapac   | 275 |
| 5.º  | Alexander Kristoff | Katusha-Alpecin     | 225 |
| 6.º  | Sacha Modolo       | UAE Emirates        | 175 |
| 7.º  | John Degenkolb     | Trek-Segafredo      | 150 |
| 8.º  | Filippo Pozzato    | Wilier Selle Italia | 125 |
| 9.º  | Sylvain Chavanel   | Direct Énergie      | 100 |
| 10.º | Sonny Colbrelli    | Bahrain Merida      | 85  |